# Jade Neilsen
Jade Neilsen (ur. 24 lipca 1991 w Southport) – australijska pływaczka, specjalizująca się głównie w stylu dowolnym.
Wicemistrzyni olimpijska z Londynu (2012) w sztafecie 4 x 200 m stylem dowolnym. Wicemistrzyni świata na krótkim basenie z Dubaju (2010) w tej samej sztafecie. 